# Formigueret de Bahia
El formigueret de Bahia (Herpsilochmus pileatus) és una espècie d'ocell de la família dels tamnofílids (Thamnophilidae).

## Hàbitat i distribució
Habita les terres baixes de l'est del Brasil.